# Vaychis
Vaychis är en kommun i departementet Ariège i regionen Occitanien i södra Frankrike. Kommunen ligger  i kantonen Ax-les-Thermes som ligger i arrondissementet Foix. År 2022 hade Vaychis 35 invånare.

## Befolkningsutveckling
Antalet invånare i kommunen Vaychis
Referens: INSEE